# HMS Richmond (F239)
Za druge ladje z istim imenom glej HMS Richmond.
HMS Richmond (F239) je fregata razreda type 23 Kraljeve vojne mornarice.

## Zgodovina
Fregata je bila splovljena 6. aprila 1993 in je bila tako zadnja ladja, ki je bila zgrajena v ladjedelnici Swan Hunter Shipbuilders.
Prva misija za ladjo se je začela 1997, ko je bila napotena na Bližnji vzhod kot del Ocean Wave 97 Task Group. Obiskala je številna pristanišča; med njimi je bil poseben obisk Vladivostoka, saj je bila prva HMS, ki je obiskala to rusko pristanišče po več kot 100 letih. Tega leta je tudi pospremila HMY Britannio na njeni zadnji plovbi, preden je bila vzeta iz uporabe.
1998 je Richmond sodelovala v dveh pomembnih NATOvih pomorskih vajah; nato je priplula v New York, kjer je sodelovala v tednu Vojne mornarice ZDA. Nasledje leto je bila poslana na Južni Atlantik kot del Atlantic Patrol Task (South). Pozneje je bila napotena na obsežno vzdrževalnje in se je vrnila v aktivno uporabo šele 2000. 2001 se je pridružila mednarodnemu NATO eskadronu Standing Naval Force Mediterranean. 2002 je prispela na karibe, kjer je opravljale prijateljske obiske in izvajala usposabljanje posadke.
2003 je bila pod poveljstvom kapitana Wayna Kebla poslana v Perzijski zaliv, kjer je zamenjala HMS Cardiff (D108) v opravljanju Armilla Patrol. Tja je prispela malo pred začetkom iraške vojne (2003). Takrat je skupaj z HMS Chatham (F87), HMS Marlborough (F233) in HMAS Anzac izvajala pomorsko topniško podporo med amfibicijskim napadom na polotok Al Faw, ki so ga izvedli kraljevi marinci. Avgusta istega leta je zaplula proti domu.
2004 je izvajala humanitarne in podporne akcije na Karibih, ko sta jih zadela hurikana Frances in Ivan. Po zadnjem hurikanu je bila nekaj ur celo središče Grenade, saj se je na njen krov preselil grenadski predsednik vlade Keith Mitchell, saj je bila večina vladnih poslopij uničenih.